# Yōsuke Saitō
Yōsuke Saitō (jap. 斎藤 陽介 Saitō Yōsuke; ur. 7 kwietnia 1988 w Tokio) – japoński piłkarz grający na pozycji pomocnika lub napastnika. Jednokrotny młodzieżowy reprezentant Japonii.
W swojej karierze reprezentował Yokohama F. Marinos, Zweigen Kanazawa, Albirex Niigata (S), FB Gulbene, FK Ventspils, FK Ufa, FK Słuck, Riga FC, Essendon Royals, Caroline Springs George Cross oraz Viljandi JK Tulevik